# Tronco (colore)
Il color tronco è la tonalità di marrone mostrata a destra.
Il colore è la rappresentazione del tronco di un albero. È uno dei nomi di colore più antichi (bole in lingua inglese), dato che il suo primo utilizzo risale all'anno 1386.